# Exoneura apposita
Exoneura apposita är en biart som beskrevs av Rayment 1949. Exoneura apposita ingår i släktet Exoneura och familjen långtungebin. Inga underarter finns listade i Catalogue of Life.